# Veldkamp's Meuln
Veldkamps Meuln is een ronde stenen korenmolen in Bellingwolde in het oosten van de provincie Groningen.
De molen werd in 1855 als koren- en pelmolen gebouwd. De molen was jarenlang in bezit van de familie Veldkamp, hetgeen de naam van de molen verklaart. Tegenwoordig is de molen eigendom van de gemeente Westerwolde. De molen werd in de anderhalve eeuw van zijn bestaan regelmatig beschadigd door storm, namelijk in 1895, 1972 en 1976. De molen werd enkele malen gerestaureerd, voor het laatst in 2002. Sindsdien wordt de molen regelmatig door een vrijwillig molenaar in bedrijf gesteld. Het pelwerk is grotendeels verdwenen, de molen bezit op het moment nog twee koppels maalstenen.

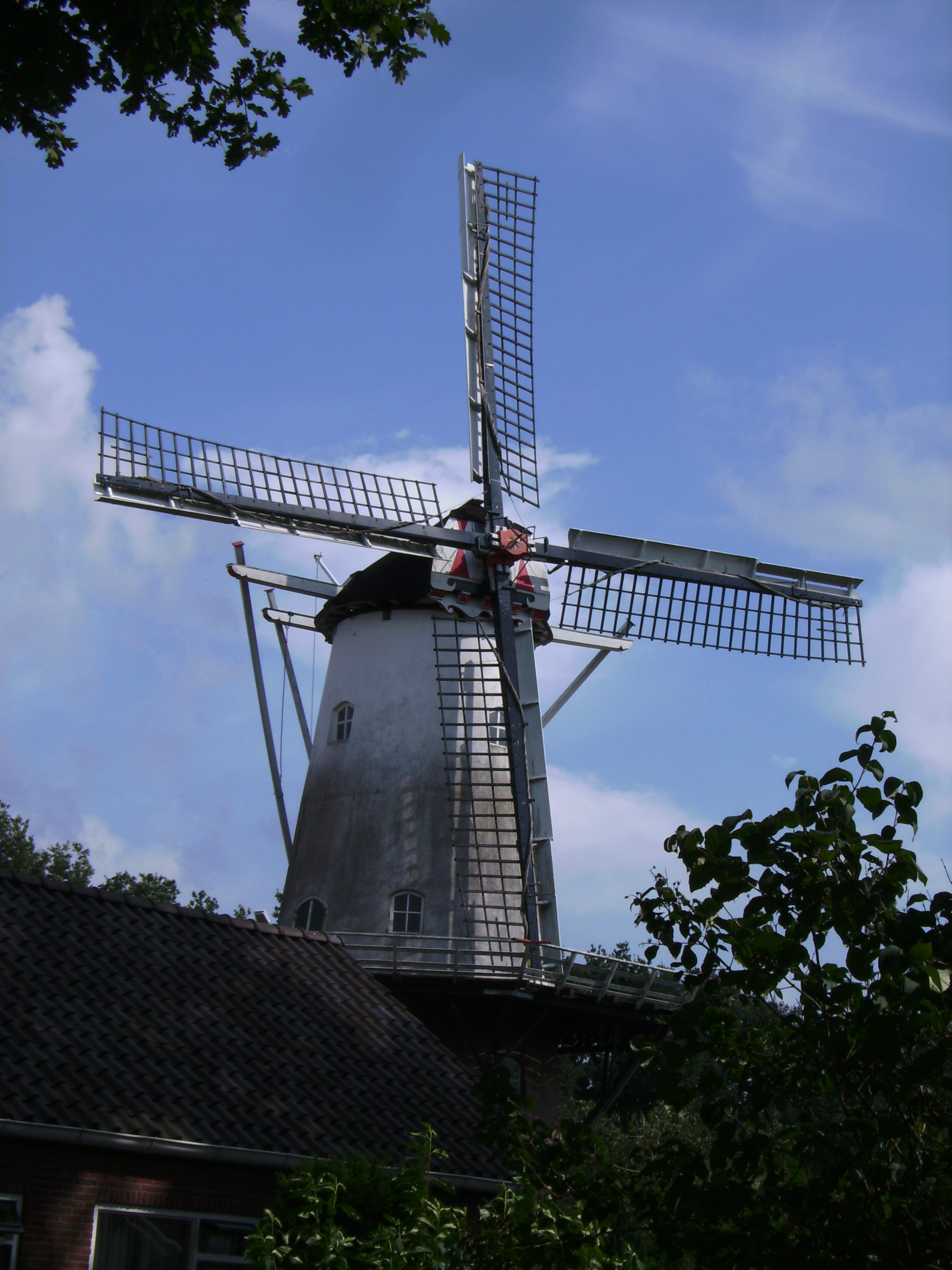
Bellingwolde, molen